# Ophiuroconis
Ophiuroconis is een geslacht van slangsterren uit de familie Ophiodermatidae.

## Soorten
- Ophiuroconis bispinosa Ziesenhenne, 1937
- Ophiuroconis miliaria (Lyman, 1878)
- Ophiuroconis monolepis Matsumoto, 1915
- Ophiuroconis pulverulenta (Lyman, 1879)